# Zum-Zum Teatre
Zum-Zum Teatre és una companyia de teatre catalana professional de teatre Infantil i juvenil fundada l'any 1994 a Lleida per tres actors provinent de l'Aula Municipal de Teatre amb l'objectiu de produir espectacles de qualitat i compromesos sota el lema «teatre per a adults a partir de quatre anys». És membre de l'Associació Professional de Teatre per a Tots els Públics i de l'associació Te Veo.
Al llarg de la seua trajectòria ha produït una vintena d'espectacles per a tots els públics dels quals s'han fet més de 4.000 representacions arreu d'Europa. Es va iniciar el 1994 amb l'espectacle El meu amic Txèkhov, una peça original de Ricard Reguant a patir de textos de l’autor rus.

## Premis
- Premi FETEN 2017 a la millor direcció a Ramon Molins per La gallina dels ous d'or.[7]
- Premi de la Crítica de les Arts Escèniques 2019 al millor espectacle familiar per Polzet.[8]
- Premis FETEN 2021 a la millor direcció i a interpretació coral per Soc una nou.[9]